# 브래드 덱스터

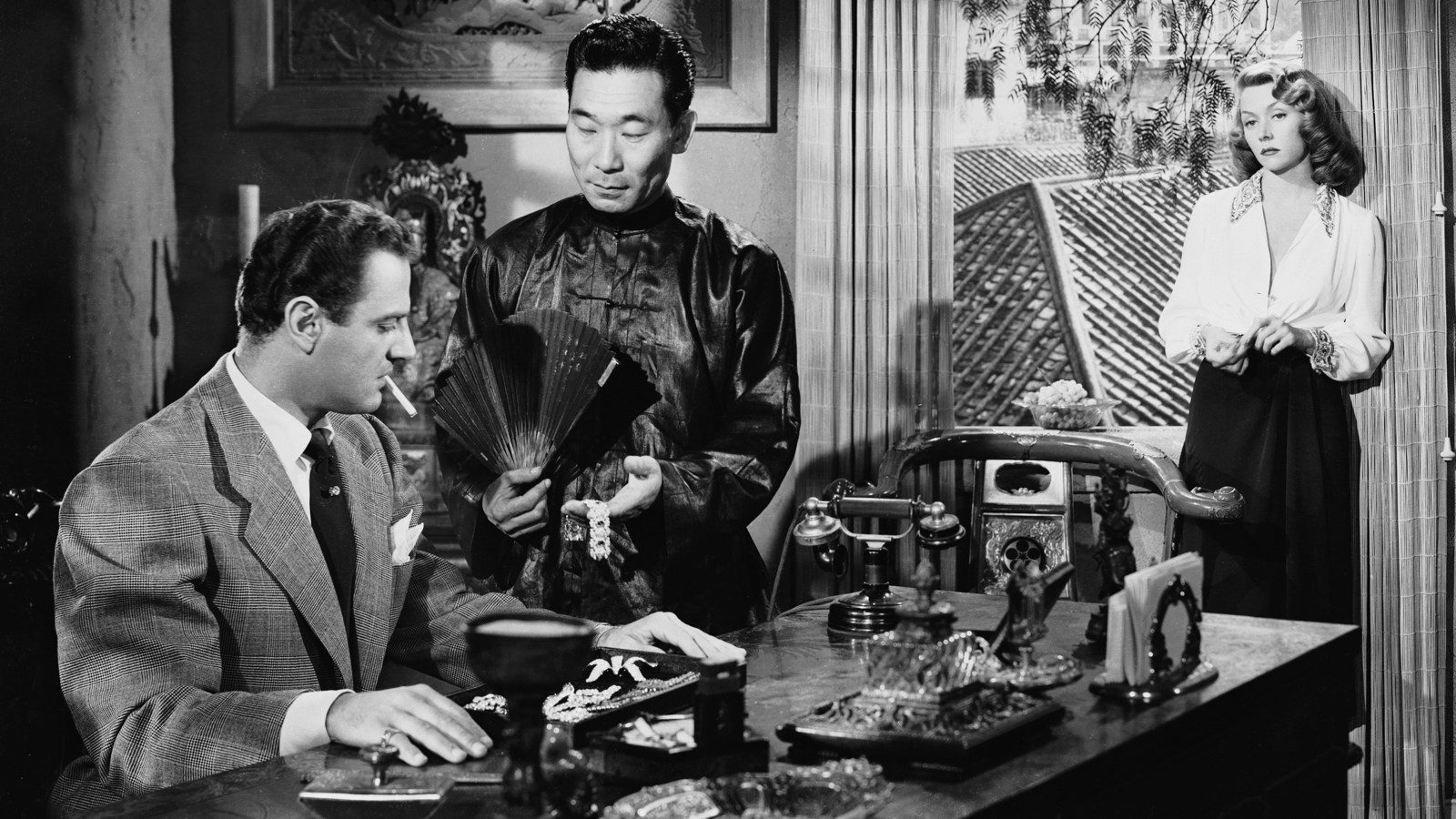

브래드 덱스터(Brad Dexter, 1917년 4월 9일 ~ 2002년 12월 12일)는 미국의 배우, 영화 프로듀서, 텔레비전 배우, 영화배우이다.
랜초미라지에서 사망하였다. 사인은 폐기종이다.  데저트 메모리얼 파크에 매장되었다.

## 영화
- 윈터 킬 (1979년)
- 에드가 후버의 개인 파일 (1977년)
- 불타는 도시 (1976년)
- 바람둥이 미용사 (1975년)
- 레이디 싱스 더 블루스 (1972년)
- 리틀 파우스 앤 빅 핼시 (1970년)
- 더 네이키드 러너 (1967년)
- 최후의 총잡이 (1964년)
- 태양의 왕 (1963년) - 아 할렙 역
- 대장 부리바 (1962년)
- 건 힐의 결투 (1959년)
- 선셋 77번가 (1958년)
- 클라크게이블의 위대한 승리 (1958년)
- 보텀 오브 더 보틀 (1956년)
- 천국과 지옥 (1956년)
- 대나무집 (1955년)
- 난폭한 토요일 (1955년)
- 야성녀 (1955년)
- 마카오 (1952년)
- 14시간 (1951년)
- 아스팔트 정글 (1950년)